# Гончаров, Василий Алексеевич
Василий Алексеевич Гончаров (1914 год, с. Михайловка, Аулиеатинский уезд, Сырдарьинская область, Российская империя — дата и место смерти не известны, СССР) — колхозник, тракторист, Герой Социалистического Труда (1948).

## Биография
Родился в 1914 году в селе Михайловка Аулиеатинского уезда (ныне — село Сарыкемер, Байзакский район, Жамбылская область).
В 1931 году окончил курсы трактористов, после чего работал в колхозе имени Джамбула в течение последующих 13 лет. С 1944 года работал в Свердловской МТС Свердловского района Джамбульской области. В 1944 году был назначен бригадиром тракторной бригады.
В 1947 году тракторная бригада под управлением Василия Гончарова вспахала 2600 гектаров земли вместо запланированной площади 2141 гектаров. За доблестный труд в сельском хозяйстве Василий Гончаров был удостоен в 1948 году звания Героя Социалистического Труда.
В последующем переехал в город Фергана.

## Награды
- Герой Социалистического Труда (1948)
- Орден Ленина (1948)